# شوك النار رفيع الأوراق
شوك النار رفيع الأوراق (الاسم العلمي:Pyracantha angustifolia) هو نوع من النباتات يتبع جنس شوك النار من الفصيلة الوردية.